# Andrej Vagyimovics Makarevics
Andrej Vagyimovics Makarevics (Андрей Вадимович Макаревич) (Moszkva, 1953. december 11. –) szovjet-orosz rockzenész, énekes, zeneszerző, bárd, producer; az Időgép (Машина времени) együttes frontembere. Érdemes Művész, Oroszország Népművésze, az orosz zsidó kongresszus vezetőségi tagja.

## Életpályája
Felmenői között van belarusz, lengyel, görög és a zsidó is. Grafikusművészként szerzett diplomát a Moszkvai Építészeti Főiskolán.
A Beatles rajongója volt. 1969-ben alapította Masina vremenyi együttesét, amit leginkább a rock and roll és a blues ihletett. Makarevics gitározott, énekelt és ő írta a dalszövegeket.
A zenekari albumok mellett nyolc szólóalbumot is kiadott, sok tévésműsorban szerepelt, támogatott más együtteseket is. Néhány verskötetet és az emlékiratait is kiadta. Ezek mellett fest is.
2009-ben Mihail Gorbacsovot kísérte a felesége emlékére Londonban korlátozott példányan kiadott albumon.
A Masina vremenyi zenéje nagy hatással volt a szovjet rockzene fejlődésére.

## Szólólemezei
- 1989 – Песни под гитару
- 1991 – У ломбарда
- 1994 – Я рисую тебя
- 1997 – Двадцать лет спустя (Makarevics és Borisz Grebenscsikov)
- 1996 – Песни, которые я люблю
- 1996 – Пионерские блатные песни
- 1998 – Женcкий Альбом (Makarevics és a Paporotnik)
- 1999 – Песни из кинофильма "Перекресток" (filmdalok)
- 2000 – Время напрокат (Makarevics és a Kvartal)
- 2001 – Лучшее
- 2002 – И Т.Д.
- 2003 – Избранное
- 2003 – Тонкий шрам на любимой попе
- 2004 – От меня к тебе
- 2005 – Песни Геннадия Ни-Ли
- 2005 – Песни Булата Окуджавы (Okudzsava-dalok)

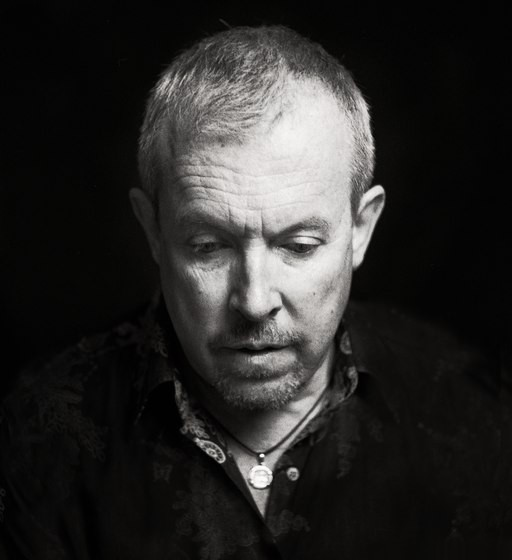

- 2006 – Старая машина
- 2007 – Штандер
- 2008 – Было не с нами
- 2008 – 55
- 2009 – Лучшее
- 2012 – Вино и слёзы

## Masina vremenyi
- https://mashina.ru/